# Museu Nacional d'Art, Arquitectura i Disseny
El Museu Nacional d'Art, Arquitectura i Disseny de Noruega (en noruec: Nasjonalmuseet for kunst, arkitektur og design) és un museu fundat l'any 2003 i situat a Oslo (Noruega).

## Obres
L'obra més destacada que s'exhibeix al museu és El crit (Skrik, 1893) d'Edvard Munch.

## Ubicacions
El museu té quatre espais d'exposició: la Galeria Nacional, el Museu d'Art Contemporani, el Museu Nacional d'Arquitectura i el Museu de Disseny i Arts Decoratives.
El museu participa en un programa d'exposicions itinerants a Noruega i a l'estranger.

## Galeria

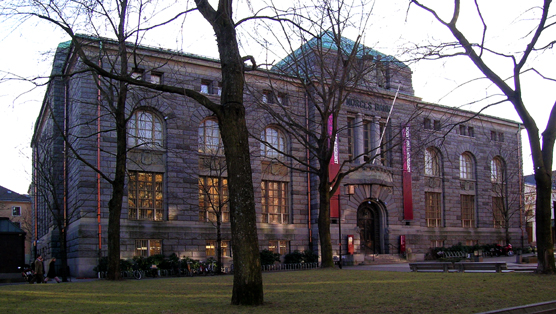
Museu d'Art Contemporani, Bankplassen, Oslo
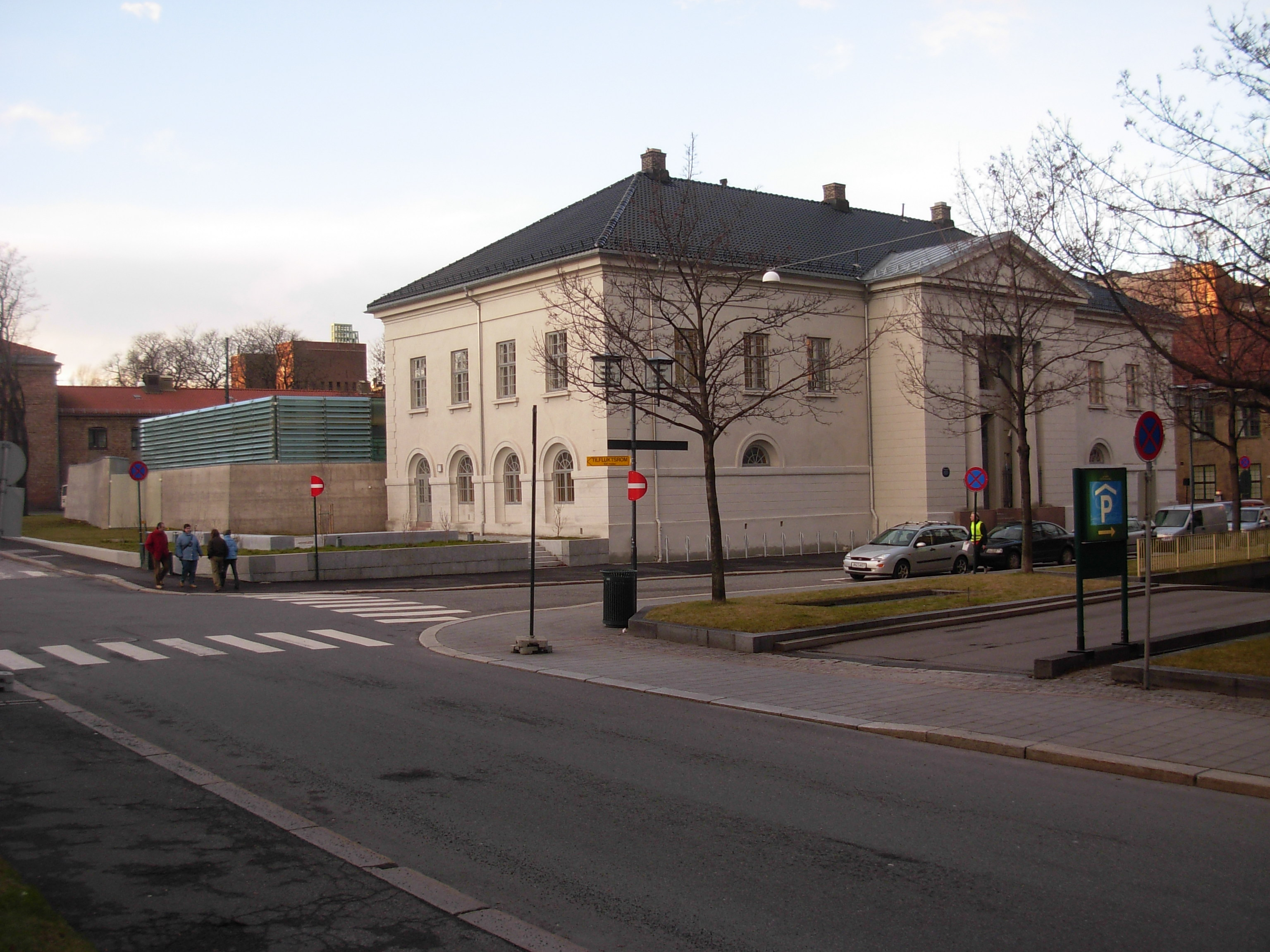
Museu Nacional - Arquitectura
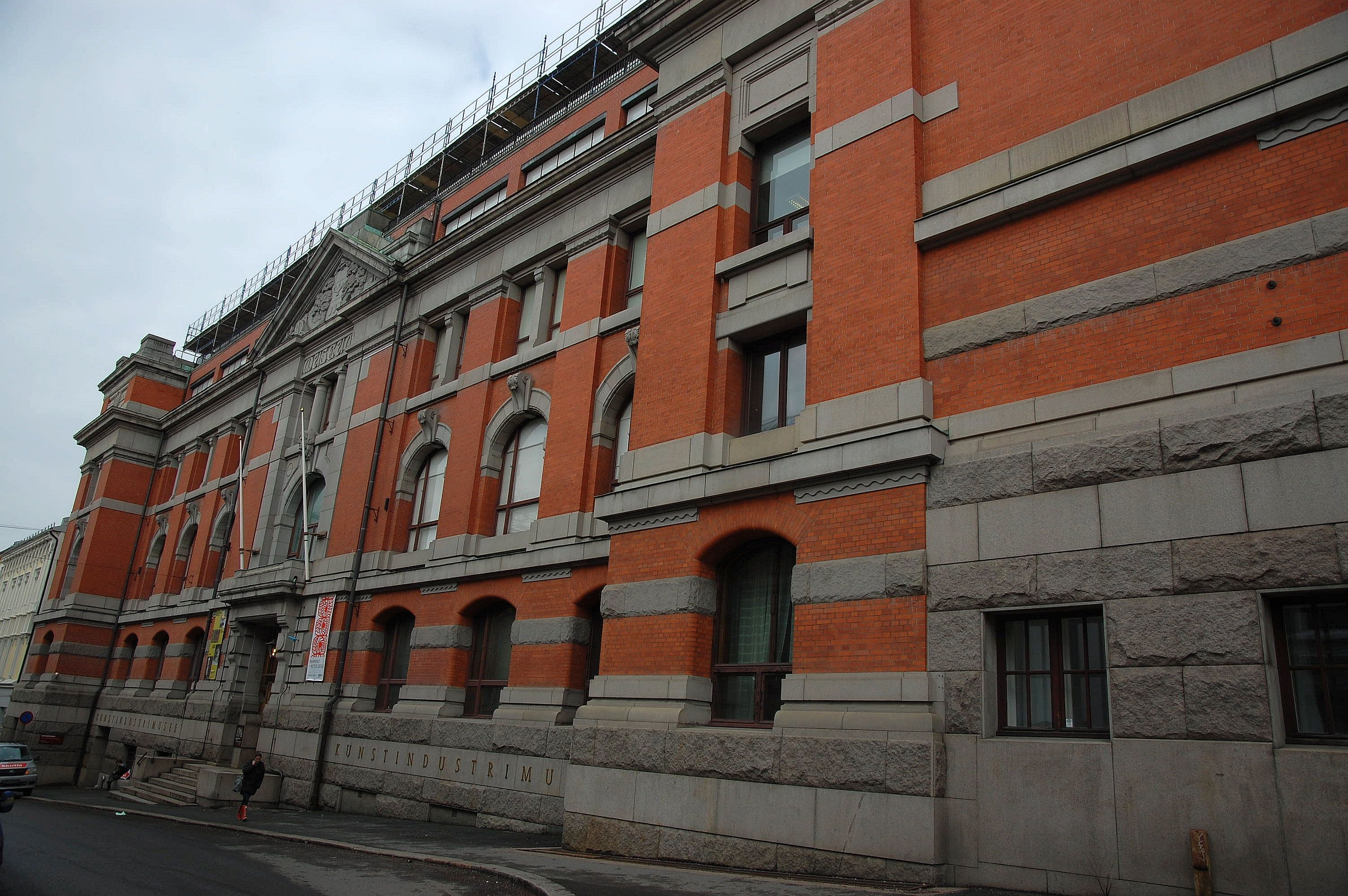
Museu d'Arts Decoratives